# Indietro tutta! 30 e l'ode
Indietro tutta! 30 e l'ode è stato un programma televisivo e radiofonico italiano, con la conduzione di Andrea Delogu e la partecipazione degli storici conduttori delle edizioni di Indietro tutta! Renzo Arbore e Nino Frassica e trasmesso su Rai 2 e Rai Radio 2 il 13 ed il 20 dicembre 2017.

## Il programma
Il programma celebra i trent'anni dalla messa in onda del programma televisivo Indietro tutta!, condotto tra il 1987 e il 1988 da Renzo Arbore e Nino Frassica. Arbore e Frassica, come in una lezione universitaria, raccontano la storia del programma ad una platea di ragazzi, intervallati da filmati di repertorio di Indietro tutta!.

## Ascolti
| Puntata | Data             | Telespettatori | Share  |
| ------- | ---------------- | -------------- | ------ |
| 1       | 13 dicembre 2017 | 3.888.000      | 19,23% |
| 2       | 20 dicembre 2017 | 3.067.000      | 15,35% |